# La sinfonía del tiempo
La sinfonía del tiempo es la segunda novela del escritor español Álvaro Arbina. Publicada en 2018 por Ediciones B, su trama, a caballo entre el thriller y la novela histórica, está ambientada en los siglos XIX y XX, en la Belle Époque.

## Sinopsis
Las primeras páginas de la novela se sitúan en el Londres de 1914. Elsa Craig es una escritora que se gana la vida escribiendo artículos, reportajes y novelas por entregas para diferentes medios, entre los que se cuenta el Daily Courier. Encinta, la desaparición de su marido le impulsa a regresar a su Vizcaya natal, en busca de respuestas. Allí, sin embargo, van presentándosele nuevos misterios familiares.

## Crítica
David Yagüe, del diario digital 20 minutos, destaca la capacidad de Arbina para construir una novela «con los grandes elementos que hicieron reconocibles las grandes novelas de género decimonónicas [...] traduciéndolo al gusto y convicciones del lector del siglo XX». Asimismo, se han alabado tanto el rigor de su documentación como la verosimilitud de su ambientación, además de la capacidad para conjugar thriller e historia.